# Hillel II.
Hillel II. bzw. Hillel Nasia (hebr. הלל נשיאה) war jüdischer Patriarch in der Zeit von 350 bis 365. Er wird formal zu den Amoräern der 4. Generation gezählt (nur zweimal in Zusammenhang mit Halachot erwähnt: pal. Berachot I, 5a.; pal. Terumot I, 41a).
Er war Sohn des Patriarchen Jehuda III., Nachkomme des aus Babylonien stammenden und zwischen 30 v. Chr. und 10 n. Chr. in Jerusalem wirkenden großen jüdischen Gelehrten Rabbi Hillel (Hillel der Ältere / Hillel hazaqen) und Vater des Gamaliel V.
Hillel II. wirkte ca. 350 bis 365 n. Chr. unter Kaiser Julian und schuf (nach einer Tradition bei Hai Gaon im Jahr 358) den nach Sonnenjahren rechnenden konstanten, bis in die Gegenwart gültigen jüdischen Kalender. Dessen Ära begann mit der Schöpfung, die auf der Grundlage biblischer Genealogien (nach dem masoretischen Text) und anderer chronologischer Annahmen auf das Jahr 3761 v. Chr. datiert wurde.